# Hôtel Van der Cruisse de Waziers
L’hôtel Van der Cruisse de Waziers est un ancien hôtel particulier situé 95 rue Royale à Lille, dans le département du Nord.

## Histoire
Construit par Thomas-Joseph Gombert pour Claude Henri François Vanderlinde, Trésorier de France, l'hôtel appartient ensuite à Michel Van der Cruysse. La famille détentrice a pris plus tard le nom de famille Van der Cruisse de Waziers. Les pourparlers d'entente qui se sont révélés infructueux entre la France et l'Angleterre à l'issue de la Révolution se seraient déroulés dans cet hôtel.

## Architecture
Construit sur 1 200 m2 de terrain, l'hôtel comprend une cour d'entrée et un jardin. Il est séparé de la rue par un portail monumental orné d'un linteau de fer forgé.
Ce bâtiment fait l’objet d’une inscription au titre des monuments historiques depuis le 27 janvier 1948.